# Hypsicera curvator
Hypsicera curvator är en stekelart som först beskrevs av Fabricius 1793.  Hypsicera curvator ingår i släktet Hypsicera och familjen brokparasitsteklar. Arten är reproducerande i Sverige. Inga underarter finns listade i Catalogue of Life.